# Canto armênio
Canto armênio (em armênio/arménio:  շարական, sharakan) é o canto monofônico melismático usado na liturgia da Igreja Apostólica Armênia e da Igreja Católica Armênia.
O canto armênio, como o canto bizantino, consiste principalmente em hinos. Os cantos são agrupados em um sistema de oito modos chamados octoecos. Os hinos mais antigos eram em prosa, mas hinos versificados posteriormente, como os de Nerses Shnorhali, tornaram-se mais proeminentes. O livro oficial de hinos, o sharakan, contém 1.166 hinos (Šaraknoc').
Os primeiros manuscritos sobreviventes com notação musical datam do século XIV e usam um sistema de neuma conhecido como neuma armênio ou khaz, que está em uso desde o século VIII. No século XIX, um novo sistema de notação, ainda em uso, foi introduzido pelo teórico Hamparsum Limonciyan.
O canto armênio agora é cantado em um ritmo preciso, incluindo padrões rítmicos específicos que são atípicos de cantochão. Isso é considerado por alguns estudiosos (como P. Aubry) como resultado da influência turca, embora outros (como R.P. Decevrens) o considerem de grande antiguidade e o usem como evidência a favor de uma interpretação mais rítmica do canto gregoriano.
Os cantos usados pelas comunidades na diáspora armênia são geralmente harmonizados e diferem das formas originais. A fonte da música mais tradicional são as liturgias em Echmiadzin, o centro religioso da Armênia.